# Ping guo
Ping guo (chinês: 苹果, lit. ‘Maçã’; bra: Perdido em Pequim) é um filme chinês de 2007 dirigido por Li Yu e estrelado por Tony Leung Ka-fai, Fan Bingbing, Tong Dawei e Elaine Jin. Teve sua estreia internacional no Festival Internacional de Cinema de Berlim de 2007 em 16 de fevereiro de 2007. Perdido em Pequim é o terceiro longa-metragem do diretor Li Yu, após o filme de temática lésbica Fish and Elephant (2002) e o drama Dam Street (2005).
Lost in Beijing foi produzido pela Laurel Films, uma pequena produtora independente de propriedade de Fang Li e sediada em Pequim, e está sendo lançado internacionalmente pela empresa francesa Films Distribution.
Como muitos filmes que tocam o ponto fraco da sociedade chinesa (ver, por exemplo, Blind Shaft ou Blind Mountain de Li Yang, ou Beijing Bicycle de Wang Xiaoshuai), a história de Li Yu sobre prostituição, chantagem e estupro na Pequim moderna foi atormentado com problemas de censura. O filme também gerou polêmica devido ao que alguns críticos descreveram como "cenas de sexo gratuito". Depois de quase um ano de atrasos, o filme foi finalmente proibido pelas autoridades chinesas em janeiro de 2008.

## Enredo
Liu Pingguo (Fan Bingbing) e seu marido, An Kun (Tong Dawei) são um jovem casal de migrantes do nordeste da China que se mudou para Pequim para ter uma vida melhor. Pingguo e An Kun vivem em um apartamento dilapidado e vivem trabalhando em empregos braçais. An Kun trabalha como lavador de janelas, enquanto sua esposa trabalha no Golden Basin Massage Parlor como massagista de pés. Golden Basin pertence e é operado por Lin Dong (Tony Leung Ka-fai), um empresário de sucesso e mulherengo descarado que também é da província de Guangdong. Sua esposa, Wang Mei (Elaine Jin) pratica a medicina chinesa.
Quando o melhor amigo de Pingguo, Xiao Mei (Zeng Meihuizi), agride um cliente, ela é rapidamente despedida por Lin Dong. Pingguo, querendo se lamentar, leva a amiga para passear e fica bêbada de bai jiu. Voltando para a Bacia Dourada, ela desmaia em um escritório vazio. Lin Dong tenta passar por cima dela, o que rapidamente se transforma em estupro e é testemunhado por An Kun, que está lavando as janelas do prédio. An Kun começa uma campanha de assédio contra Lin Dong, desfigurando sua Mercedes Benz e tentando chantageá-lo por ¥ 20.000. Quando Lin Dong ignora o marido furioso, An Kun vai diretamente para Wang Mei, que, em vez de concordar, seduz o ingênuo lavador de janelas.
Logo, é descoberto que Liu Pingguo está grávida, embora nem An Kun nem Lin Dong possam ter certeza de quem é o pai. Lin Dong, no entanto, vê uma oportunidade de acertar as coisas com sua esposa estéril, bem como de acertar as coisas com Pingguo e seu marido. Logo, os dois maridos arquitetaram um esquema em que An Kun inicialmente recebe ¥ 20.000 por seu sofrimento mental. Se a criança tiver o tipo de sangue de Lin Dong, ela irá para casa com o dono da sala de massagem e An Kun receberá ¥ 100.000. Se o bebê for de An Kun, nenhum dinheiro será trocado, mas Pingguo e An Kun ficam com o bebê. Além disso, se Lin Dong dormir novamente com Pingguo, metade de seus bens irão para Wang Mei em um processo de divórcio. Durante essas negociações, Pingguo permanece visivelmente silencioso. Pingguo planeja fazer um aborto, mas desiste.
À medida que o bebê é dado à luz, Lin Dong fica cada vez mais apegado à ideia de que finalmente será pai. Quando o bebê nasce, no entanto, An Kun descobre que é realmente seu filho. Incapaz de recusar o dinheiro, ele consegue convencer Lin Dong de que é seu filho, permitindo que ele receba ¥ 120.000. Embora, vendo o quão feliz Lin Dong está com o bebê, An Kun fica cada vez mais com ciúmes e sequestra o bebê antes de ser preso e preso. Depois de ser libertado (presumivelmente por Wang Mei, que decidiu se divorciar de seu marido), An Kun tenta "recomprar" seu filho, ao que Lin Dong prontamente se recusa. Pingguo, que se mudou para a casa de Lin Dong após o nascimento como babá, reúne o dinheiro que An Kun havia devolvido e sai do apartamento. O filme termina quando os dois homens, Lin Dong e An Kun, tentam procurá-la, mas seu carro quebra em uma movimentada rodovia de Pequim.

## Elenco
- Tony Leung Ka-fai como Lin Dong, o empregador de Pingguo, o dono do salão de massagens, o Golden Basin. Para a história de fundo de Lin Dong, Fang Li e Li Yu decidiram fazer de seu personagem um homem de negócios novo-rico, mas também um estranho em Pequim. Vindo da província de Guangdong, no sul, Lin Dong mudou-se para Pequim para se tornar o proprietário de uma das primeiras casas de massagem nos pés de sucesso, após uma passagem bem-sucedida como restaurateur em sua província natal.
- Fan Bingbing como Liu Pingguo, uma jovem do interior que trabalha como massagista de pés em uma casa de massagens em Pequim. O diretor Li Yu indicou que tanto Pingguo quanto seu marido An Kun vêm de famílias pobres do nordeste da China, que vieram a Pequim em busca de empregos melhores.[5]
- Tong Dawei como An Kun, marido de Pingguo, um lavador de janelas.
- Elaine Jin como Wang Mei, esposa de Lin Dong. Sua incapacidade de ter filhos deixa o casamento com Lin Dong tenso. A personagem de Wang Mei também deve ser originária do sul, e ela é filha de um funcionário do governo.
- Zeng Meihuizi como Xiao Mei, um amigo e colega massagista de Pingguo.

## Liberação
Originalmente programado para uma exibição no mercado em 2 de fevereiro e uma exibição geral em 16 de fevereiro no Festival Internacional de Cinema de Berlim de 2007, logo descobriu-se que o filme e seus produtores haviam entrado em conflito com os censores chineses que exigiam 15 cortes de cenas que mostravam sexo e jogos de azar. Inicialmente, os cineastas concordaram em se comprometer e aceitaram 65% dos cortes sugeridos pela censura. Reclamações adicionais dos censores, no entanto, foram recebidas com frustração do produtor Fang Li, que deixou claro que novos cortes prejudicariam a mensagem do filme.
Em 7 de fevereiro, parecia que os cineastas e os censores haviam chegado a um acordo. Pequim permitiria que o filme fosse exibido se mais quinze minutos fossem cortados, incluindo várias cenas aparentemente inócuas retratando a bandeira nacional da China, a Praça Tiananmen, e até mesmo uma cena de um Mercedes-Benz passando por um buraco cheio de poça. Por fim, os organizadores de Berlim exibiram uma versão aparentemente sem cortes em ambas as sessões.

### Problemas de liberação doméstica
Mesmo depois de sua estreia internacional, Lost in Beijing continuou a gerar problemas de censura na China. Em particular, uma reunião de alto nível de funcionários do Partido Comunista no outono de 2007, bem como a preparação para as Olimpíadas, levaram a repetidos atrasos no lançamento doméstico do filme. Junto com outros títulos (como Montanha Cega de Li Yang ), Lost in Beijing viu sua data de lançamento ser posta de lado em favor de filmes "patrióticos".
Embora continuasse enfrentando problemas no continente, Lost in Beijing conseguiu ser lançado em Hong Kong em novembro de 2007. Hong Kong, com seu próprio sistema de censura cinematográfica independente da China Continental e relativamente menos suscetível à intervenção do governo, foi até agora o único lugar em que o filme pôde chegar oficialmente ao público chinês. O filme recebeu a classificação "Nível Três: Pessoas com 18 anos ou mais" (III) no sistema de classificação de filmes de Hong Kong por seu conteúdo sexual.
De volta ao Continente, as perspectivas de lançamento continuaram a diminuir. Embora o filme tenha sido lançado brevemente em uma base limitada em Pequim em dezembro de 2007, a versão do filme foi fortemente editada e conhecida como "Maçã". A licença de exibição do filme foi revogada um mês depois, em 3 de janeiro de 2008.  No dia seguinte, a Administração Estatal de Rádio, Cinema e Televisão (SARFT) proibiu oficialmente o filme, acusando os cineastas de liberar as cenas deletadas na internet, por promoção inadequada do filme e também pela exibição não autorizada do filme em Berlim no ano antes.  A SARFT também proibiu a produtora Laurel Films e o diretor Li Yu de fazer filmes por dois anos.

## Recepção
Além de Berlim, Lost in Beijing foi exibido em vários festivais de cinema importantes, incluindo o Bangkok International Film Festival de 2007, onde ganhou um Prêmio Especial do Júri, e o Tribeca Film Festival de 2007, onde recebeu uma menção honrosa de roteiro.
Os críticos, entretanto, foram reservados em seus elogios. Embora muitos concordem que as performances dos protagonistas são bem representadas, alguns argumentaram que o enredo do filme, e particularmente alguns dramáticos saltos de fé, foram difíceis de engolir. Ray Bennett, do The Hollywood Reporter, por exemplo, escreveu que a "trama do filme não se sustenta" e que "[embora] o elenco se saia bem, [...] as demandas de mudanças repentinas de emoção são um pouco esmagadoras." Derek Elley da Variety, no entanto, parece aceitar as licenças dramáticas tomadas e, em vez disso, concentra-se nos excelentes créditos técnicos do filme e nas atuações dos quatro protagonistas principais.
No entanto, entre o público que fala mandarim, o filme ganhou muita atenção e notoriedade, primeiro por seu conteúdo sexual explícito, que alguns consideraram desnecessário (enquanto alguns argumentam que é parte integrante da mensagem do filme), e por seus comentários sociais mordazes. "Underground film", uma revista de cinema underground chinesa sediada em Wuhan, classificou-o como o "Melhor" filme que impulsiona as fronteiras da China em 2007.
Com seu lançamento comercial nos Estados Unidos no início de 2008, o perfil do filme foi elevado, embora os críticos continuassem sendo ambivalentes em suas críticas. Bancos de dados de resenhas como o Rotten Tomatoes relataram que apenas 45% das resenhas foram positivas em 27 de janeiro enquanto o Metacritic relatou uma classificação de 58 indicando "análises mistas ou médias". Além disso, os críticos americanos, como os da Variety e do The Hollywood Reporter, continuaram a notar que o filme é difícil de engolir saltos de fé. A. O. Scott, do The New York Times, por exemplo, elogia a atuação do filme (particularmente Elaine Jin e Tony Leung), mas observa que essas performances servem para cortar "o artifício esquemático de sua história". Outros críticos, como Richard Brody, do The New Yorker, focaram na clara crítica social do filme, observando que "embora a direção de Li seja descuidada e seu roteiro (co-escrito com o produtor, Fang Li) desgrenhado, o filme fica furioso o protesto é inconfundível."

## Versões alternativas
Perdido no breve lançamento de Beijing na China compôs-se de uma versão muito diferente das versões vistas no Berlim ou nos Estados Unidos. Cumprindo as exigências da SARFT, os cineastas retiraram quase 20 minutos do filme, incluindo uma subtrama inteira em que a personagem de Elaine Jin tem um caso com o homem mais jovem de Tong Dawei como vingança pelas infidelidades de seu marido. Outros temas delicados, como referências tangenciais à prostituição, também foram cortados, assim como o assassinato de Xiao Mei, um dos amigos de Pingguo e colega massagista.  Algumas das mudanças pareciam pequenas, mas tinham o objetivo de alinhar ainda mais o filme com as concepções de justiça e imparcialidade do governo. Pingguo, por exemplo, não aceita dinheiro no final da versão chinesa, para que ela saísse sem ter seu personagem comprometido.
A última cena do lançamento do DVD da New Yorker Films termina simplesmente com Pingguo saindo do apartamento de Lin Dong, supostamente para começar uma vida sozinha. Não há referência a Lin Dong e An Kun seguindo-a.